# Juan Gustavo Nordingh de Witt
Juan Gustavo Nordingh de Witt (1784-1810) fue un agente de José Bonaparte actuando como emisario del ministro Miguel José de Azanza, nacido en Copenhague, Dinamarca, quien en 1810 fue pasado por las armas al ser considerado espía y traidor a Fernando VII en la ciudad de Mérida, capital de la Capitanía General de Yucatán. Fue descendiente del célebre político neerlandés Juan de Witt.

## Datos históricos
En agosto de 1810 llegó al puerto de Sisal Juan Gustavo Nordingh de Witt, en una goleta estadounidense llamada Buena Intención, procedente de Nueva York. Como el nombre de la goleta que le trajo, siempre afirmó que su visita era de buena intención. La goleta traía un cargamento de alimentos que estaban destinados a proveer a la población necesitada en un momento de grave dificultad económica y en las vísperas del inicio de los movimientos independentistas que transformaron a la Nueva España. De Witt se trasladó a Mérida con la intención de entrevistarse con el gobernador de la entonces Capitanía General de Yucatán, Benito Pérez Valdelomar.
Realizada la entrevista, mostrados sus papeles de identificación que estaban en regla y avalados por el cónsul español de Nueva York y habiendo causado buena impresión en el gobernante por su juventud, elegancia y finos modales, el extranjero vendió el cargamento del buque en el que venía, consistente en maíz, harina y diversos víveres. Acto seguido entregó al gobernante una nota en la que se pedía una entrevista secreta, ponderando las virtudes de Azanza, quien había sido virrey de la Nueva España, y aclarando que había buenas intenciones respecto de las colonias españolas. 
El gobernador Pérez Valdelomar quedó confundido por la nota y tras consultar con el obispo y sus asesores, aceptó la entrevista secreta con el visitante. Este al presentarse a la cita que se estableció, presentó una tira de papel que decía 

Al que se presente con este papel y use la firma que aparece a continuación de la mía, podrá dársele crédito en lo que dijese de mi parte. 25 de abril de 1809. Firmas: Miguel Joseph de Azanza - E. de Nordingh de Witt.

 Dijo el holandés que no tenía otro propósito más que mantener las provincias españolas unidas en torno a su metrópoli. Fue invitado por el gobernador a expresarse con mayor claridad y por escrito respecto de la invitación, a lo cual el recién llegado se negó argumentando que había muchas personas comprometidas que podrían quedar en riesgo.
Por más que se intentó aclarar la situación, De Witt no habló más forzando a que el gobernador pidiera la intervención de la policía que lo trasladó a la prisión preventivamente. El emisario extranjero trató de sobornar al oficial que lo trasladó ofreciéndole algunas monedas de oro que el policía no recibió. Fue a partir de ese momento interrogado, sin lograr ninguna confesión. Fue entonces sujeto a juicio en medio del escándalo social, enjuiciamiento que duró tres meses habiéndosele proveído de un defensor de oficio.
Culminado el juicio, sin pruebas mayores más que las conjeturas que podían hacerse a partir de su comportamiento extraño, escuchada la defensa, revisados sus equipajes en los que se encontró entre otras cosas incriminatorias, varios ejemplares de la Constitución de Bayona y una circular firmada por Azanza en la que exhortaba a las autoridades coloniales a reconocer a José Bonaparte y unas misivas del propio Azanza dirigidas al virrey de la Nueva España, a la sazón Francisco Javier Venegas y Saavedra, y al arzobispo de México, el reo fue condenado a morir en la horca por traición a la patria. Hubo protestas civiles argumentando que aunque fuera culpable de conspiración en contra de los Borbones, no podía acusarse de traición a un ciudadano extranjero que no debía lealtad a las instituciones españolas, pero todo fue inútil. 
Su condena debió ejecutarse a pesar de la apelación de la defensa y el 12 de noviembre de 1810, por no encontrarse verdugo disponible que accionara la horca, De Witt, vestido de negro y con un sayo blanco sobre la ropa, fue baleado por los ejecutores de la ley a las 11 de la mañana. El reo alcanzó a gritar antes de morir: ¡Viva Fernando séptimo!
Justo Sierra O'Reilly, periodista decimonónico, publicó en su periódico  El Museo Yucateco, la Historia secreta del melancólico proceso formado en el tribunal de Mérida, Yucatán, contra Emilio Gustavo Nordingh de Witt, emisario del rey intruso José Napoleón, que fue escrita tras el juicio, por el abogado José Martínez de la Pedrera quien actuó como fiscal durante el juicio.